# Cash and carry

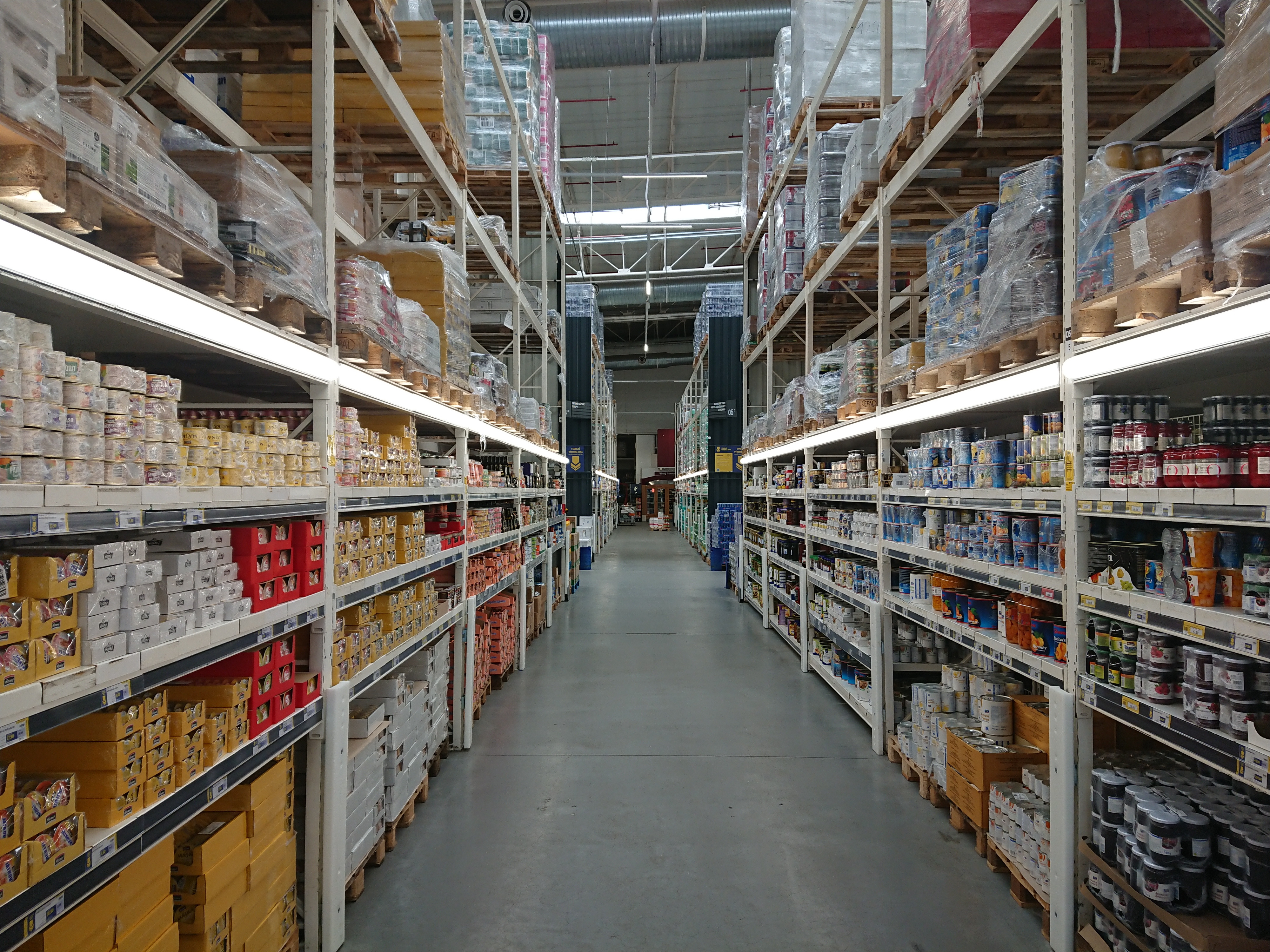
Interiér prodejny cash and carry řetězce makro v Čestlicích

Cash and carry je způsob velkoobchodního prodeje, který spočívá v tom, že si zákazník zboží vyzvedne ve skladu, na místě za něj zaplatí a sám si jej odveze. Často se tímto způsobem prodávají potraviny a nápoje, přičemž typickými zákazníky bývají podniky ze segmentu horeca (ubytování a pohostinství) a drobní maloobchodní prodejci.

## Charakteristika
Prodej způsobem cash and carry lze charakterizovat následovně:
- Zákazník si zboží vyzvedne v samoobslužném skladu (prodejně), přičemž zpravidla není nutná předchozí objednávka.
- Na rozdíl od běžných maloobchodních prodejen může být podmínkou pro vstup do prodejny registrace zákazníka. K registraci může být vyžadováno doložení živnostenského oprávnění nebo pověření firmou.
- Zboží je v prodejnách cash and carry nabízeno ve větších baleních než v maloobchodě. Jde jednak o balení více kusů určených k následnému jednotlivému prodeji a jednak o velká balení surovin pro použití v profesionální gastronomii. Často lze nakupovat pouze celá balení.
- U zboží bývají uvedeny ceny bez i včetně DPH.
- Platba za zboží probíhá přímo na prodejně, ale daňový doklad může mít podobu faktury.
- Odvoz zakoupeného zboží z prodejny si zákazník zajišťuje sám.

## Cash and carry vČesku
Z pohledu tržeb a velikosti prodejen je největším řetězcem prodejen cash and carry v Česku makro, které provozuje 13 poboček s průměrnou prodejní plochou kolem 7–10 tis. m2. Ostatní řetězce mají prodejny menší: v případě řetězce JIP se 14 prodejnami připadají na jednu prodejnu asi 2 000 m2.
Zatímco makro a JIP mají prodejny po celém Česku, existují také další řetězce cash and carry s regionální působností, například VRTAL na Vysočině a střední a severní Moravě, Rojal ve Zlínském kraji nebo Elko v západních Čechách.